# Карасакал (повстанец)
Карасака́л (Султан-Гирей, Байбулат Хасанов; настоящее имя — Минлегол Юлаев, баш. Ҡараһаҡал, Миңлеғол Юлаев, Солтангәрәй) — полулегендарная историческая личность, предводитель Башкирских восстаний 1735—1740 годов, в 1739 году принял титул Башкирского хана.
В башкирском фольклоре (песнях, легендах) пользуется не меньшей популярностью, чем Салават Юлаев.

## Предыстория
Основная статья: Оренбургская экспедиция
Башкиры были одним из немногих народов России, добровольно вошедших в состав Московского государства на основе договорных отношений. Иван Грозный особым указом подтвердил их «вольность» и владение землёй, а также клятвенно обязался не принуждать башкир к переходу в христианство. До смерти царя эти условия выполнялись неукоснительно, но далее московская власть, на словах придерживаясь договора, на деле постепенно стала все больше отступать от него, способствуя колонизации Зауралья, основанию русских городов и крепостей. Пётр I обложил башкир тяжкими налогами.
Волнения среди казахов и башкир началось с того момента, когда И. К. Кириллов, губернатор этого края, хорошо знакомый с настроениями казахов и башкир, составил проект строительства крепости на месте впадения реки Ори в Яик. Императрица Анна Иоанновна проект утвердила, дав будущему городу имя Оренбург (с 1743 года — Орская крепость), и работы были немедленно начаты. Башкиры не без основания усмотрели в строительстве новой крепости попытку поставить их под прямой контроль Москвы. Лидером протестных настроений и стал Карасакал.

## Появление
До нынешнего времени неизвестно, откуда он появился на самом деле. Современники описывали его как человека лет 30-35, ревностного мусульманина и глубокого знатока и толкователя Корана, отлично владеющего множеством восточных наречий, включая арабский язык.
Сами русские услышали об Карасакале, от башкира-пленника:
что прошлой де зимы в Айлинской волости у башкирца Алазиянгула от турков был шпион турченин всю зиму и лето и до поимки Тюлкучюры за неделю пошел попрежнему к туркам
Один башкир который, встречался с Карасакалом описывал его, как смуглолицего, с не очень темной бородой, одетого в кафтан и башкирскую шапку без меха.
Один из современников описывал его так: «…ростом велик, лицом и бородою чёрен, нос поперёк перешиблен, в руке одного перста мизинца нет.»
Согласно российскому историку Пётру Ивановичу Рычкову, Карасакал возглавил башкирских повстанцев в последний, пятый год восстания.
О себе самозванец рассказывал, что зовут его на самом деле Шуно, а имя Карасакал (точнее — Карасахал, как называли его в тогдашних русских документах) он выбрал как понятное для местных народов. По собственным словам, он был сыном джунгарского хана, лишившимся престола из-за интриг своего брата Галдан-цэрэна. В казахских степях Карасакал появился, чтобы просить военной помощи против брата, в награду же обещался ввести ислам в Джунгарском ханстве (традиционно этот монгольский по происхождению народ исповедовал буддизм). На первом этапе своей деятельности, Карасакал не добился особых успехов, несмотря на сочувствие его идеям, казахи не решались начать войну с сильным Джунгарским ханством. Многие казахские воины не раз встречались с подлинным Шоно-батыром как на полях сражений, так и в мирное время. Казахский батыр Исет в 1742 г. писал в Оренбург, что Карасакал, «конечно, не тот Шуна, которого я сам видел бывши в полону у калмык сёмь лет, ибо я тогда Шуну довольно обхождение знаю и поступки все знаю».
В это время, весть о сыне хана, пытающемся отстоять свои «законные» права, доходит до башкир, и среди них появляется влиятельная партия, готовая пригласить Карасакала возглавить начавшееся возмущение против Москвы. Карасакал принял предложение, и в том же 1735 году начал проводить политику набегов на русские поселения в Челябинском, Верхнеуральском, Троицком и Орском уездах, на левом берегу Яика, ближе к казахским степям, куда можно было скрыться в случае опасности.
На первом этапе, ему сопутствовала удача, однако, едва новости дошли до московского правительства, Анна Иоанновна предписала Кирилову ускорить строительство крепости, что и было исполнено в том же 1735 году. В то же время против Карасакала было направлено войско под командованием казанского губернатора Мусина-Пушкина.
Противостоять многочисленному крепостному гарнизону Карасакал не мог, однако, у города имелась своя ахиллесова пята — он был на 500 вёрст отдалён от остальных русских поселений, и Карасакал принял все меры, чтобы отрезать Оренбург от подвоза боеприпасов и провианта, постоянно разбивая подходившие обозы, и вёл партизанскую войну, стараясь нападать на небольшие русские отряды, и скрываться в степи, отрываясь от погони.
Мусина-Пушкина сменил Александр Румянцев (отец будущего прославленного полководца Румянцева-Задунайского). Первым делом, он назначил большую награду за голову руководителя восстания. Желающих, впрочем, не нашлось, а небольшой по численности карательный отряд постоянно терпел поражение от летучих всадников Карасакала. Сопутствующая ему удача заставила башкир сплотиться вокруг своего руководителя, и он в 1739 году был объявлен башкирским ханом под тронным именем Султан-Гирей.
Политическая программа Карасакала опиралась на идею отказа от российского подданства.
Следующий руководитель карательных войск, Татищев, в 1738 г. потребовал от Москвы присылки дополнительных отрядов, что заставило Карасакала откочевать далее, в казахские степи.
Татищева сменил князь Урусов, энергичный и опытный полководец. Карасакал попытался поднять против него казахов, и действительно, в Исети начался жестокий мятеж, однако, удача постепенно оставила Карасакала. Сильные отряды русских постоянно разбивали его войска, и наконец, легко раненый хан с 50 нукерами, преследуемый по пятам отрядом Дмитрия Павлуцкого, нашёл убежище в Младшем жузе казахов в ставке Абулхаир хана. На требование Павлуцкого о выдаче, Абулхайр отвечал, что «по обычаям страны киргизы не могут удалить своего гостя, особливо такого именитого, каким был султан Гирей, сын джунгарского хана».
Среди казахов самозванец пережил свой второй взлёт, сделавшись богачом, обладателем 7 000 верблюдов и лошадей, и с разрешения местных властей, стал собирать добровольцев для похода в Джунгарию.
Хунтайджи Галдан-цэрэн двинул против него 20-тысячное войско, и разбитый окончательно Карасакал исчез неизвестно куда. Обстоятельства и даже год его смерти точно неизвестны.

## Гипотезы о происхождении
Руководитель карательных войск князь В. А. Урусов, опросив 300 пленных башкир, пришёл к выводу, что Карасакал на самом деле был простым башкиром по имени Миндигул Юлаев родом из Юрматынской волости Ногайской дороги. Проявил себя смелым, образованным, авторитетным организатором повстанческих отрядов. Последовательный приверженец мусульманства, Карасакал совершил хадж в Мекку и Медину.
Уверяли также, что все высокородные башкиры, поддержавшие мятеж, знали правду, но скрывали её от рядовых повстанцев. Многие башкирские историографы и сейчас придерживаются подобного мнения.
Пётр Иванович Рычков, писатель, историк, много лет проживший на Урале, предполагает (не касаясь вопроса, откуда собственно был родом Карасакал), что странствуя на Кубани, тот мог услышать историю о ханском сыне Шуно и использовать её в своих интересах. То, что Карасакал не был на самом деле джунгаром, доказывается его приверженностью к религии Магомета, а (как было уже сказано) джунгары были и поныне остаются буддистами. Таким образом, на данный момент вопрос о происхождении и судьбе Карасакала после поражения до конца не решён.
Исследователь Южной Сибири Григорий Николаевич Потанин обнаружил в так называемом Киндермановском архиве и опубликовал в «Томских губернских ведомостях» в 1858 г. (№ 38) показания одного башкира, посланного в Киргизскую степь оренбургским губернатором Неплюевым для разыскания происхождения Карасакала. По этим показаниям Карасакал объявлял себя младшим братом Галдан-Цэрэна по имени Шюна, который из-за соперничества еще при жизни их отца был окружен строгим надзором, но с 40 людьми бежал на Волгу к Аюке-хану. Отсюда по требованию Галдан-Цэрэна его намеревались выдать обратно, но его сестра, будучи замужем за Аюкой-ханом, устроила ему побег и уговорила бежать на Кубань. Отсюда будущий Карасакал поехал в Константинополь, в Петербург и Москву, затем явился в Башкирию, где произвел известное народное возмущение. В 1746 г. Карасакал кочевал около вершин р. Сарысу, называя себя уже Кара-ханом.

## Память
Карасакалу посвящены эпос «Карахакал» и другие произведения башкирского фольклора (марш «Карахакал» и др.).
Башкирский писатель Булат Рафиков написал исторический роман «Ҡараһаҡал».